# Wenatchee
Wenatchee – miasto (city), ośrodek administracyjny hrabstwa Chelan, w środkowej części stanu Waszyngton, w Stanach Zjednoczonych, położone u podnóża Gór Kaskadowych, na zachodnim brzegu rzeki Kolumbia, nieopodal ujścia do niej rzeki Wenatchee, naprzeciw miasta East Wenatchee. W 2013 roku miasto liczyło 32 701 mieszkańców.
Pierwsi osadnicy przybyli tutaj w 1888 roku, oficjalne założenie miejscowości nastąpiło w 1892 roku. W 1902 roku Wenatchee uzyskało prawa miejskie. Miasto rozwinęło się jako ośrodek produkcji owoców (w szczególności jabłek), aluminium oraz przemysłu drzewnego. Stanowi także bazę turystyczną dla ośrodków we wschodnich Górach Kaskadowych. W mieście znajduje się siedziba lasu narodowego Wenatchee.
W mieście funkcjonuje uczelnia Wenatchee Valley College oraz ogrodniczy ośrodek badawczy należący do Washington State University.
Nazwa miasta pochodzi od słowa wenatchi, które w języku Indian Yakima oznacza „rzekę wypływającą z kanionu”.